# كيفن نيكلسون (لاعب كرة قاعدة)
كيفن نيكلسون (بالإنجليزية: Kevin Nicholson)‏ هو لاعب كرة قاعدة أمريكي، ولد في 29 مارس 1976 في فانكوفر في كندا.

## وصلات خارجية
- كيفن نيكلسون على موقعبيزبول رفرنس.كوم (الدوري الرئيسي) (الإنجليزية)
- كيفن نيكلسون على موقعبيزبول رفرنس.كوم (الدوري الثانوي) (الإنجليزية)
- كيفن نيكلسون على موقع مشجعي الرسوم البيانية (الإنجليزية)
- كيفن نيكلسون على موقع أوليمبيديا (الإنجليزية)